# Virslīga 2018
La Virslīga 2018 es la edición número 27 de la Virslīga. La temporada comenzó el 31 de marzo y terminó el 10 de noviembre. El Spartaks Jūrmala es el vigente campeón.

## Equipos participantes
Un total de 8 equipos disputarán la Virslīga 2018, los 7 equipos de la temporada anterior y el campeón de la komanda.lv Pirmā līga 2017, sustituyendo al SK Babīte que fue expulsado por amaños de partido
| Pos. | Equipo           | Ciudad    | Estadio                   | Capacidad |
| ---- | ---------------- | --------- | ------------------------- | --------- |
| 1    | Jelgava          | Jelgava   | Olimpiskais Sporta Centrs | 2.500     |
| 2    | Liepāja          | Liepāja   | Estadio Daugava           | 5.000     |
| 3    | Metta/LU         | Riga      | Estadio Arkādija          | 500       |
| 4    | Riga FC          | Riga      | Estadio Skonto            | 8.200     |
| 5    | FK RFS           | Riga      | NSB Arkādija              | 1.000     |
| 6    | Spartaks Jūrmala | Jūrmala   | Estadio Slokas            | 2.800     |
| 7    | Valmieras FK     | Valmiera  | Estadio Jāņa Daliņa       | 2.000     |
| 8    | Ventspils        | Ventspils | Olimpiskais Stadions      | 3.200     |

### Ascensos y descensos
| Pos. | Ascendidos de Primera Liga 2017 |
| ---- | ------------------------------- |
| 1    | Valmieras FK                    |

| Pos. | Descendidos de Virslīga 2017 |
| ---- | ---------------------------- |
| 8    | Babīte                       |

## Tabla de posiciones
| Pos. | Equipo           | Pts. | PJ | G  | E | P  | GF | GC | Dif. | Clasificación 2019–20                 |
| ---- | ---------------- | ---- | -- | -- | - | -- | -- | -- | ---- | ------------------------------------- |
| 1    | Riga (C)         | 64   | 28 | 20 | 4 | 4  | 45 | 16 | +29  | Primera ronda de la Liga de Campeones |
| 2    | Ventspils        | 60   | 28 | 18 | 6 | 4  | 54 | 22 | +32  | Primera ronda de la Liga Europa       |
| 3    | RFS              | 55   | 28 | 18 | 1 | 9  | 57 | 23 | +34  | Primera ronda de la Liga Europa       |
| 4    | Liepāja          | 51   | 28 | 15 | 6 | 7  | 46 | 25 | +21  | Primera ronda de la Liga Europa       |
| 5    | Spartaks Jūrmala | 42   | 28 | 12 | 6 | 10 | 48 | 37 | +11  |                                       |
| 6    | Jelgava          | 21   | 28 | 6  | 3 | 19 | 19 | 48 | −29  |                                       |
| 7    | Metta/LU (O)     | 19   | 28 | 5  | 4 | 19 | 24 | 52 | −28  | Promoción por la permanencia          |
| 8    | Valmieras        | 8    | 28 | 2  | 2 | 24 | 22 | 92 | −70  |                                       |

Actualizado a los partidos jugados el 10 de noviembre de 2018.
 Fuente: Soccerway

## Tabla de resultados cruzados
Los clubes jugarán entre sí en cuatro ocasiones para un total de 28 partidos cada uno.
| Local \ Visitante | JEL | LIE | MET | RFS | RIG | SPA | VAL | VEN |
| ----------------- | --- | --- | --- | --- | --- | --- | --- | --- |
| Jelgava           | —   | 0–2 | 1–1 | 0–2 | 0–1 | 1–0 | 5–1 | 0–2 |
| Liepāja           | 3–1 | —   | 0–1 | 3–5 | 1–0 | 1–1 | 4–0 | 1–4 |
| Metta/LU          | 3–0 | 0–3 | —   | 0–1 | 0–1 | 1–3 | 2–2 | 2–2 |
| FK RFS            | 3–0 | 0–1 | 3–1 | —   | 2–1 | 0–2 | 4–0 | 3–1 |
| Riga              | 1–0 | 2–2 | 1–0 | 1–2 | —   | 1–0 | 6–1 | 1–0 |
| Spartaks Jūrmala  | 1–0 | 2–2 | 3–0 | 0–2 | 0–1 | —   | 3–0 | 1–2 |
| Valmieras FK      | 1–4 | 0–2 | 1–1 | 0–6 | 0–2 | 2–4 | —   | 1–3 |
| Ventspils         | 0–0 | 1–1 | 3–1 | 1–1 | 1–0 | 1–2 | 3–1 | —   |

| Local \ Visitante | JEL | LIE | MET | RFS | RIG | SPA | VAL | VEN |
| ----------------- | --- | --- | --- | --- | --- | --- | --- | --- |
| Jelgava           | —   | 0–2 | 1–0 | 0–4 | 0–3 | 0–0 | 3–2 | 0–3 |
| Liepāja           | 2–0 | —   | 0–1 | 1–0 | 0–0 | 1–0 | 6–2 | 0–1 |
| Metta/LU          | 1–2 | 0–2 | —   | 0–2 | 0–2 | 0–3 | 2–1 | 0–2 |
| FK RFS            | 1–0 | 0–1 | 3–0 | —   | 1–2 | 0–1 | 3–0 | 1–2 |
| Riga              | 2–0 | 1–0 | 2–1 | 1–0 | —   | 4–4 | 3–0 | 0–0 |
| Spartaks Jūrmala  | 4–1 | 2–2 | 4–3 | 0–4 | 1–3 | —   | 4–0 | 1–2 |
| Valmieras FK      | 1–0 | 0–3 | 0–2 | 2–4 | 0–2 | 2–1 | —   | 1–6 |
| Ventspils         | 2–0 | 1–0 | 4–1 | 2–0 | 0–1 | 1–1 | 4–1 | —   |

## Play-off de relegación
Se jugó entre el penúltimo clasificado de la liga; contra el subcampeón de la Primera Liga 2018.
| 14 de noviembre de 2018, 18:00 | Metta/LU                                                                                         | 7:2 (3:0) | SK Super Nova               | Hanzas Vidusskolas Laukums, Riga                                |                                                                 |
|                                | - Van-Dave Harmon 25' 42' - Ševeļovs 34' - Fjodorovs 48' 67' - Lagūns 55' - Dzhamalutdinov 90+2' |           | - 56' Kārkliņš - 89' Seriba | Asistencia: 100 espectadores Árbitro(s): Vitālijs Spasjoņņikovs | Asistencia: 100 espectadores Árbitro(s): Vitālijs Spasjoņņikovs |

| 17 de noviembre de 2018, 14:00 | SK Super Nova | 0:3 (1:1) (Global 2:10) | Metta/LU                                                    | Olaines stadions, Olaine                                    |                                                             |
|                                |               |                         | - 24' Dzhamalutdinov - 40' Van-Dave Harmon - 60' Kovaļonoks | Asistencia: 304 espectadores Árbitro(s): Dmitrijs Naļivaiko | Asistencia: 304 espectadores Árbitro(s): Dmitrijs Naļivaiko |

## Goleadores
| Pos. | Jugador                 | Club             | Goles |
| ---- | ----------------------- | ---------------- | ----- |
| 1    | Darko Lemajić           | Riga             | 15    |
| 2    | Maksym Marusych         | RFS              | 14    |
| 3    | Aleksejs Višņakovs      | Spartaks Jūrmala | 13    |
| 3    | Adeleke Akinyemi        | Ventspils        | 13    |
| 3    | Tosin Aiyegun           | Ventspils        | 13    |
| 6    | Ģirts Karlsons          | Liepāja          | 10    |
| 7    | Jānis Ikaunieks         | Liepāja          | 9     |
| 8    | Roberts Uldriķis        | RFS              | 7     |
| 8    | Tamirlan Dzhamalutdinov | METTA/LU         | 7     |